# Prosper Braeckman
Prosper Braeckman (ur. 23 listopada 1888 w Brukseli – zm. 24 października 1920) – belgijski piłkarz grający na pozycji pomocnika. Był reprezentantem Belgii.

## Kariera klubowa
Całą swoją karierę piłkarską Braeckman spędził w klubie Daring Club de Bruxelles. Swój debiut w nim w pierwszej lidze belgijskiej zaliczył w sezonie 1905/1906 i grał w nim do końca sezonu 1913/1914. Z klubem tym wywalczył trzy tytuły mistrza Belgii w sezonach 1911/1912, 1912/1913 i 1913/1914 oraz wicemistrzostwo Belgii w sezonie 1908/1909.

## Kariera reprezentacyjna
W reprezentacji Belgii Braeckman zadebiutował 19 kwietnia 1909 w przegranym 2:11 towarzyskim meczu z Anglią, rozegranym w Londynie. Od 1909 do 1913 rozegrał w kadrze narodowej 8 meczów.